# Peter Wimsey
Lord Peter Wimsey, właśc. Lord Peter Death Bredon Wimsey – fikcyjna postać detektywa stworzona przez pisarkę Dorothy L. Sayers.
Peter Wimsey jest bardzo angielskim bohaterem, bystrym, inteligentnym, energicznym, obdarzonym wielkim poczuciem humoru.

## Powieści
- Whose Body? (1923) – wyd. pol. Czyje to ciało?, C&T 2012; Trup w wannie Wydawnictwo Znak 2022[1]
- Clouds of Witness (1926) - wyd. pol. Zastępy świadków, Wydawnictwo Znak 2022
- Unnatural Death (1927)
- The Unpleasantness at the Bellona Club (1928) – wyd. pol. Nieprzyjemność w klubie Bellona, Iskry 1986
- Strong Poison (1930) – wyd. pol. Zjadliwa trucizna, Petra 1993, polskie przedwojenne wydanie (Rój?): Gwałtowna trucizna
- The Five Red Herrings (1931)
- Have His Carcase (1932)
- Murder Must Advertise (1933) – wyd. pol. Zbrodnia wymaga reklamy, Wydawnictwo J. Przeworskiego 1938
- The Nine Tailors (1934)
- Gaudy Night (1935)
- Busman’s Honeymoon (1937)
- Thrones, Dominations (1998) – niedokończony manuskrypt ukończony przez Jill Paton Walsh

## Zbiory opowiadań
- Lord Peter Views the Body (1928) – wyd. pol. Lord Peter ogląda zwłoki, Iskry 1985
- Hangman’s Holiday (1933) – wyd. pol. Kat poszedł na urlop, Iskry 1987
- In the Teeth of the Evidence (1939) – wyd. pol. Z dowodem w zębach, Iskry 1986
- Striding Folly (1972)
- Lord Peter (1972)